# No Way Out (2000)
No Way Out (2000) foi um evento pay-per-view realizado pela World Wrestling Federation, ocorre no dia 27 de fevereiro de 2000 no Hartford Civic Center na cidade de Hartford, Connecticut. Esta foi a segunda edição da cronologia do No Way Out.

## Resultados
| #                              | Lutas | Estipulação                                                                          | Tempo        |
| ------------------------------ | --- | ------------------------------------------------------------------------------------ | ------------ |
| Sunday Night Heat              | Headbanger Mosh derrotou Essa Rios (c) por desqualificação                                                                         | Luta individual pelo WWF Light Heavyweight Championship                              | Desconhecido |
| Sunday Night Heat              | Ivory e Mideon derrotaram Jacqueline e Funaki                                                                                      | Luta de duplas mista                                                                 | Desconhecido |
| 1                              | Kurt Angle derrotou Chris Jericho (c) (com Chyna)                                                                                  | Luta individual pelo WWF Intercontinental Championship                               | 10:14        |
| 2                              | The Dudley Boyz (Bubba Ray e D-Von) derrotaram The New Age Outlaws (Road Dogg e Billy Gunn) (c)                                    | Luta de duplas pelo WWF Tag Team Championship                                        | 05:20        |
| 3                              | Mark Henry derrotou Viscera | Luta individual                                                                      | 03:47        |
| 4                              | Edge e Christian derrotaram The Hardy Boyz (Matt e Jeff) (com Terri Runnels)                                                       | Luta de duplas                                                                       | 15:18        |
| 5                              | Tazz derrotou The Big Boss Man por desqualificação                                                                                 | Luta individual                                                                      | 00:47        |
| 6                              | X-Pac (com Tori) derrotou Kane (com Paul Bearer)                                                                                   | Luta No Holds Barred                                                                 | 07:49        |
| 7                              | Too Cool (Rikishi Phatu, Scotty 2 Hotty e Grand Master Sexay) derrotaram The Radicalz (Chris Benoit, Dean Malenko, e Perry Saturn) | Luta de duplas                                                                       | 12:41        |
| 8                              | The Big Show derrotou The Rock | Luta individual para definir o desafiante pelo WWF Championship no WrestleMania 2000 | 07:29        |
| 9                              | Triple H (c) derrotou Cactus Jack                                                                                                  | Hell in a Cell pelo WWF Championship                                                 | 23:59        |
| (c) - Campeão(s) antes da luta | |                                                                                      |              |